# Авианосец

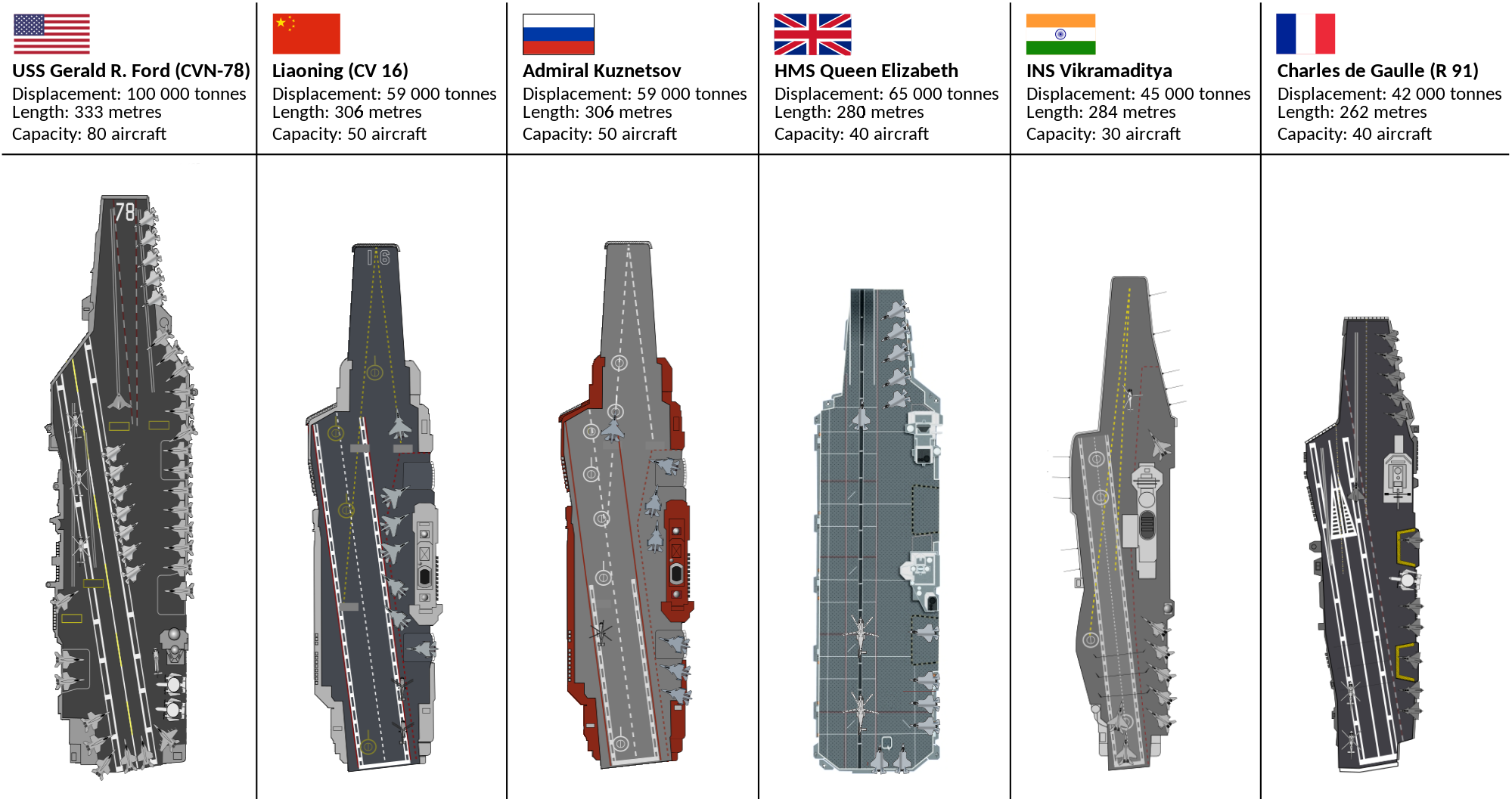
Сравнение основных крупных авианосцев XXI века.

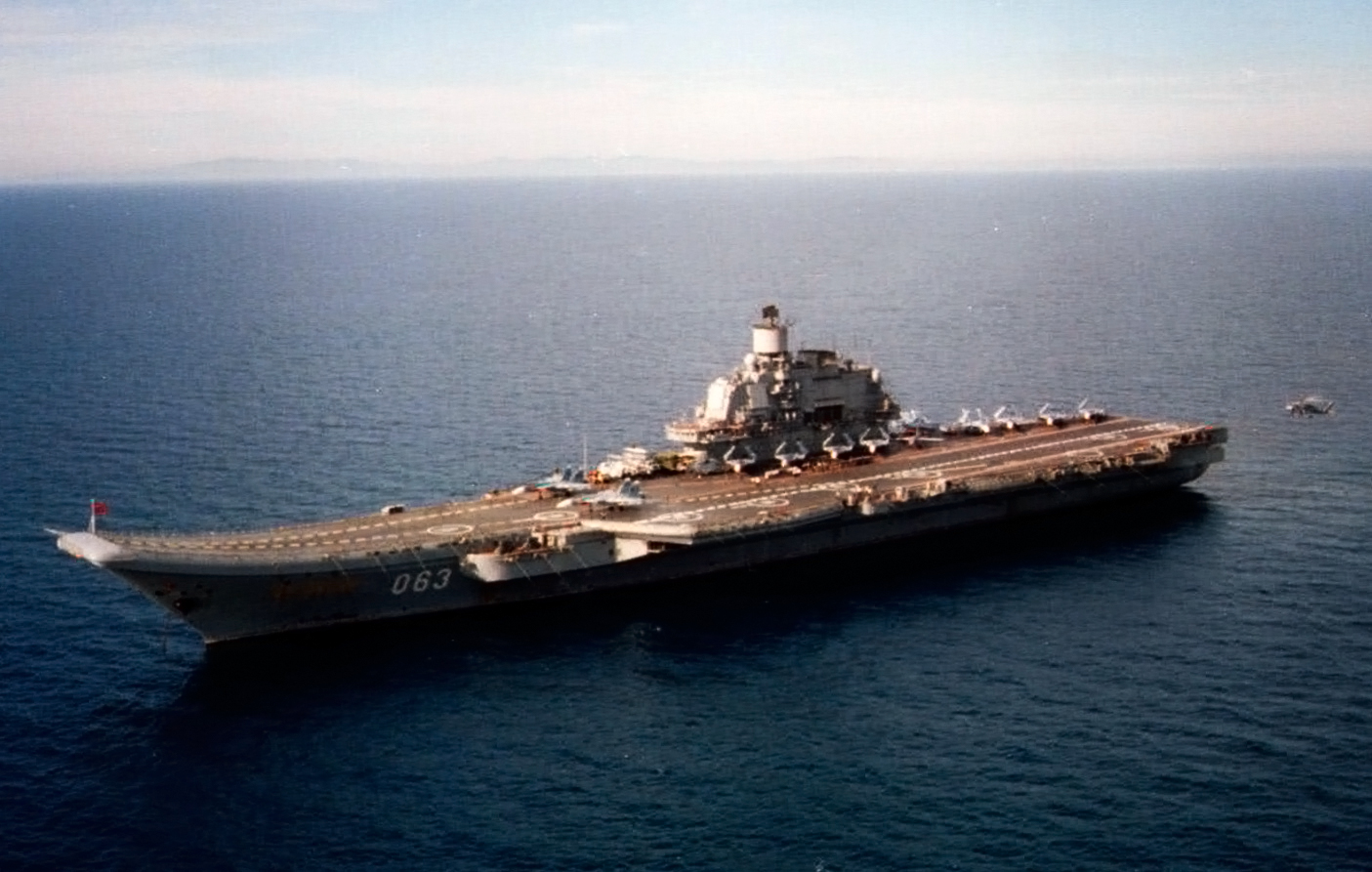
Тяжёлый авианесущий крейсер «Адмирал флота Советского Союза Кузнецов»

Авиано́сец — класс боевых кораблей, предназначенный для базирования на борту и боевого применения авиационных групп в морских акваториях, в том числе удалённых от места базирования авианосца. Иными словами авианосец представляет собой мобильную авиабазу, действующую в открытом море. Основной ударной силой авианосца является базируемая на борту авиагруппа, которая может иметь в своём составе как боевые самолёты (в том числе самолёты-носители ядерного оружия) так и различные вспомогательные самолёты и вертолёты (в частности спасательные). Авианосцы имеются лишь у 8 стран мира.
До 1930 года для кораблей, приспособленных к несению самолётов (гидроавианосцев, авиатранспортов и гидрокрейсеров) использовалось общее, ныне устаревшее, название «авиаматка».

## Отличительные особенности
Авианосцы оснащаются полётной палубой и иными средствами обеспечения взлёта, посадки и базирования самолётов или вертолётов (в частности ангарной палубой, техническими средствами обслуживания и заправки и вооружения базируемых летательных машин), средствами управления и обеспечения полётов.
Взлёт самолётов с полётной палубы авианосца может производиться как с использованием стартовых ускорителей и стартовых катапульт так и без их использования (например посредством взлётного трамплина).
Стартовые ускорители или катапульты могут располагаться как в носовой части полётной палубы и в передней части так называемой угловой палубе (как это имеет место на авианосцах ВМС США), так и только на угловой палубе (как это задумано на российских авианосцах проектов «Шторм» и «Ламантин»). Угловая палуба на современных авианосцах расположена под углом к осевой линии корпуса с целью обеспечения возможности одновременных взлётов и посадок самолётов. Вместо носовых катапульт в носовой части авианосца может быть оборудован взлётный трамплин в виде подъёма части полётной палубы в носовой части авианосца. (Носовым взлётным трамплином оборудован авианосец ВМФ России «Адмирал Кузнецов»).
При взлёте и посадке самолётов любой авианосец идёт на максимальной скорости против ветра. Полёты самолётов с авианосца в зависимости от размеров корабля и конструктивных особенностей корабля возможны при волнении моря не более 3-7 баллов. Уменьшение пробега самолётов при посадке достигается применением аэрофинишёров, за который садящийся на палубу самолёт зацепляется своим тормозным гаком. В качестве оборонительного вооружения авианосцы имеют: зенитную артиллерию средних и малых калибров, зенитное управляемое ракетное вооружение (ЗУРО) класса «корабль-воздух».
Возглавляя авианосные ударные группы, авианосцы есть оперативно-тактические высокомобильные боевые единицы, позволяющие быстро концентрировать значительные воздушные силы в любой области Мирового океана.
С 1960-х гг., в связи с развитием ракетного вооружения, стратегическая значимость авианосцев как главной ударной силы флота значительно снизилась.
Авианосцы подразделяются:
- по водоизмещению: на тяжёлые, средние и лёгкие;
- по назначению и выполняемым боевым задачам: на ударные, многоцелевые, конвойные (эскортные), противолодочные и вертолётоносцы.
- по применяемой бортовой главной энергетической установке (ГЭУ): ядерные (атомные) и неядерные (неатомные).

Тяжёлый авианосец имеет:
- водоизмещение не менее 75 000 т,
- длину корпуса (по полётной палубе) — не менее 300 м,
- ширину полётной палубы — не менее 40 м,
- скорость хода — до 33 узлов, экипаж 2800-3300 человек;
- способен штатно базировать до 90 самолётов и вертолётов, и перевозить до 120 самолётов и вертолётов.
- оснащается стартовыми катапультами («Нимитц» и «Джеральд Форд»). (Авианосцы «Шторм» будут оснащены как стартовыми катапультами так и стартовым трамплином.)

Практически все эксплуатируемые («Нимитц»), строящиеся («Джеральд Форд») и перспективные («Шторм») тяжёлые авианосцы — атомоходы. (Исключением является французский авианосец «Шарль де Голль», являющийся средним по водоизмещению.) И практически все тяжёлые авианосцы являются многоцелевыми ударными авианосцами.
Средние авианосцы имеют:
- водоизмещение до 60 тыс. тонн или немногим больше (61 390 — тонн наибольшее водоизмещение «Адмирала Кузнецова»), но обычно на уровне от 40 тыс. до 55 тыс. (42 тыс. — тонн полное водоизмещение «Шарля де Голля», 46 540 тон и 53 050 тонн — соответственно, стандартное и нормальное водоизмещение «Адмирала Кузнецова»);
- длину корпуса по полётной палубе — от 260 (261,5 м у «Шарля де Голля») до 300 или немногим больше (306,45 м у «Адмирала Кузнецова»)
- наибольшую ширину корпуса от 60 до 70 м (64,36 м у «Шарля де Голля» и 71,96 у «Адмирала Кузнецова»)
- оснащаются («Шарль де Голль») или не оснащаются стартовыми катапультами («Адмирал Кузнецов» оборудован стартовым трамплином).
- Численность авиагруппы на уровне от 40 до 52 самолётов и вертолётов. (Авиагруппа «Шарля де Голля»: до 36 боевых самолётов «Супер Этандар» и Рафаль-М, 2-3 самолёта ДРЛО Е-2С «Хокай» и 2 поисково-спасательных вертолёта AS-565 MB «Пантера» — в общей сложности до 41 летательного аппарата. Авиагруппа «Адмирала Кузнецова»: до 28 боевых самолётов МиГ-29К, МиГ-29КУБ, Су-33 и до 24 вертолётов: противолодочных Ка-27, ударно-десантных Ка-29 и боевых Ка-52К. Но сохраняя общую численность структура авиагруппы «Адмирала Кузнецова» может варьироваться в зависимости от решаемых кораблём боевых задач.)

Средние авианосцы могут быть как атомными (авиагруппа «Шарля де Голля») так и неатомными (авиагруппа «Адмирала Кузнецова»). Уникальная особенностью «Адмирала Кузнецова» — 12 подпалубных пусковых шахт 4К-80 с тяжёлыми ПКР П-700 «Гранит». Но ПКР в данном случае это скорее вспомогательное ударное вооружение (тяжёлое оружие самообороны) — все же уничтожать корабли противника противокорабельными ракетами должны неавианесущие ракетные корабли эскадры (например: крейсера проектов «Орлан» и «Атлант», многоцелевые АПЛ или перспективные эсминцы проекта «Лидер».
Лёгкий авианосец имеет:
- водоизмещение до 30 тыс. т (редко до 35 тыс. т),
- длину корпуса по полётной палубе до 210—270 м,
- ширину полётной палубы — до 24—32 м,
- скорость хода — до 34 узлов,
- экипаж 1300÷1400 человек.
- авиагруппу до 30 самолётов и вертолётов.

Ударный — как правило тяжёлый атомный авианосец. (Практически все без исключения эксплуатируемые, строящиеся и проектируемые тяжёлые ударные авианосцы — атомные.) Тяжёлые ударные атомные авианосцы — основа ударной мощи ВМС США. Например в состав авианосных ударных групп (АУГ) США включены противолодочные силы и силы для борьбы с авиацией противника в открытом море для обеспечения задач флота, а также с целью действий по прибрежным наземным объектам. Часть базируемых самолётов предназначена для применения тактического ядерного и ракетного оружия.
Единственными средними ударными авианосцами являются: французский «Шарль де Голль» и российский «Адмирал Кузнецов».
Конвойный (также эскортный) авианосец — обычно лёгкий авианосец, предназначенный для боевого охранения конвоя силами своей авиагруппы. Как правило:
- водоизмещение конвойного авианосца не превышает 30 тыс. т,
- длина (по полётной палубе) — до 200 м, ширина — 20 м;
- скорость хода — 15—20 узлов,
- экипаж — 1000—1100 человек,
- несёт до 50 самолётов и вертолётов.

Авианосец противолодочной обороны (также авианосец ПЛО, или противолодочный авианосец) — тяжёлый, средний или лёгкий авианосец, приспособленный для базирования противолодочных самолётов и вертолётов и предназначенный для борьбы с подводными лодками. Экипаж противолодочного авианосца составляет 1700—2800 человек.
Вертолётоносец — авианосец, специально приспособленный для базирования вертолётов (до 40—50 вертолётов). Водоизмещение вертолётоносца до 20 тыс. т, скорость хода до 20 узлов, экипаж 1000—1200. Довольно часто вертолётоносцы выполняют функции противолодочных авианосцев — основу авиагруппы противолодочного вертолётоносца, естественно, составляют противолодочные вертолёты.
Нередко вертолётоносцами называют также авианесущие (как правило, вертолётоносные) десантные корабли, что вообще-то не верно — всё же главная задача десантного авианесущего корабля есть перевозка и десантирование сухопутных войск (в том числе базируемыми на таком корабле транспортно-десантными вертолётами). Авианосная функция у десантного авианесущего корабля вспомогательная по отношению к основному — транспортно-десантному — функционалу.

## Обзор

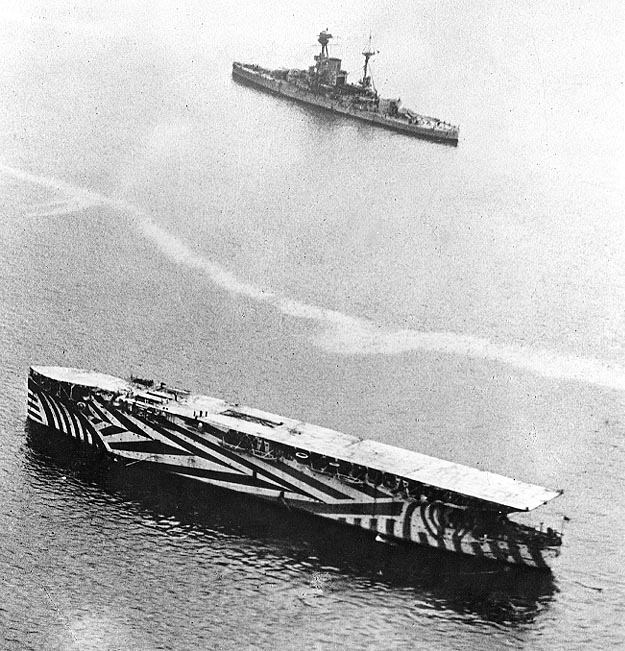
HMS Argus стал первым в мире авианосцем с плоской полётной палубой

В настоящее время авианосцы являются крупнейшими эксплуатируемыми военными кораблями. Базируемая на борту авиагруппа состоит из нескольких десятков самолётов, в число которых могут входить истребители, штурмовики, самолёты-заправщики, самолёты дальнего радиолокационного обнаружения и управления, противолодочные самолёты, самолёты-разведчики и самолёты РЭБ. Наряду с этим, авианосец располагает также группой вертолётов, которые представляют собой поисково-спасательные, разведывательные, противолодочные и транспортные машины.
Современный авианосец имеет мощную бортовую ГЭУ и несёт большой запас авиатоплива и авиавооружения, что позволяет авианосцу довольно длительное время действовать вдали от своих берегов. Практически все современные эксплуатируемые, строящиеся и перспективные тяжёлые авианосцы оснащается (подлежат оснащению) ЯЭУ. («Шарль де Голль» в настоящее время единственный средний атомный авианосец.)
В задачи авианосцев зачастую входит:
- противовоздушная и противолодочная защита морских соединений на марше и на театре военных действий;
- воздушная поддержка сухопутных войск в прибрежной зоне;
- разрушение противовоздушной обороны противника и завоевание локального превосходства в воздухе, уничтожение кораблей противника.

Стоимость постройки современного авианосца с ядерной двигательной установкой оценивается около 4-6 миллиардов долларов США. (Правда сравнительно недавно США поставили «рекорд» — разработка и строительство нового авианосца обошлась в 13 млрд долларов.) Ежемесячные расходы на содержание каждого авианосца (не считая жалования персоналу) превышают 10 миллионов долларов США. (Правда, на фоне стоимости содержания всей сети наземных американских авиабаз вне США суммарная стоимость содержания всех авианосцев ВМС США будет выглядеть сравнительно скромной.)
В настоящее время только десять государств имеют в составе своих флотов авианосцы и ещё три — потенциальные авианосцы (формально — универсальные десантные корабли-вертолётоносцы). У ещё меньшего числа стран судостроительная промышленность была способна строить авианосцы или авианесущие корабли.
В таблице ниже приведена сводная информация, при анализе которой следует учитывать два фактора: как авианосцы засчитаны УДК как французский Мистраль, испанский Хуан Карлос и корейский Токто, выполняющие ограниченную роль вертолётоносцев, а также сравниваются не сопоставимые по водоизмещению, авиакрылу и средствам ПВО авианосцы, как «Адмирал Флота Советского Союза Кузнецов» или тайский «Чакри Нарубет».
| Страна           | На вооружении (в резерве) | Строится | Всего |
| ---------------- | ------------------------- | -------- | ----- |
| США              | 12                        | 1+3      | 16    |
| Япония           | 3                         | 1        | 4     |
| Франция          | 1+1                       | 1+1      | 2+2   |
| Китай            | 2                         | 1        | 3     |
| Индия            | 1                         | 2        | 3     |
| Италия           | 2                         | 0        | 2     |
| Египет           | 2                         | 0        | 2     |
| Великобритания   | 2                         | 0        | 2     |
| Республика Корея | 1                         | 1        | 2     |
| Россия           | 1                         | 0        | 1     |
| Испания          | 1                         | 0        | 1     |
| Таиланд          | 1                         | 0        | 1     |

Исторически авианосцы были также в составе ВМС Германии, Австралии, Бразилии, Аргентины, Канады, Нидерландов.
Китай имеет авианосец «Ляонин», который ранее был заложен и строился как советский тяжёлый авианесущий крейсер «Варяг». Корабль был законсервирован на 67 % в 1992 году. При разделе Черноморского флота в 1993 отошёл Украине. В 1998 году корабль был продан. При покупке «Варяга» было объявлено, что он будет использоваться как «плавучий парк развлечений» с казино, однако, корабль был достроен и модернизирован, начав с 2011 года ходовые испытания. Для данного и других авианосцев Китай скопировал советский палубный истребитель Су-33.
Кроме того, по оценкам, представленным в докладе Пентагона за 2010 год, и другим данным, Китай ведёт строительство первого собственно китайского авианосца в 2010—2015 гг. Строительство первого авианосца по национальному проекту, возможно, стартовало в конце 2010 года. До его ввода в строй палубные истребители и пилоты будут использовать «Ляонин» в качестве корабля-тренажёра для отработки техники взлёта и посадки на полётную палубу и тактического применения самолётов с авианосца. При этом, предполагается, что «Ляонин» также будет в боевом строю, поскольку Китай по разным данным готовится иметь в 2020-х годах от четырёх до шести авианосных ударных групп, которые будут развёрнуты в Южно-Китайском и Восточно-Китайском морях. Проект 002 — авианосец военно-морских сил КНР был спущен на воду 25 апреля 2017 года. Судно будет проходить доводку и ходовые испытания в течение следующих лет, после чего корабль поступит на вооружение Китая около 2020 года. Имеет длину около 300 метров и водоизмещение около 50 000 тонн (при загрузке — 70 000). Считается, что судно оснащено обычными котлами на жидком топливе, которые приводят в движение паровые турбины. У него сохранился взлётный трамплин, что ограничивает размер авиационного крыла до 1660 вертолётов и истребителей Shenyang J-15

## Классификация

### Современные классы
Суперавианосец (англ. supercarrier) — условное название крупных авианосцев водоизмещением 50 000—100 000 тонн и в настоящее время практически всегда с ядерной силовой установкой и большим количеством базирующихся на них летательных аппаратов, как горизонтальных взлёта и посадки, так и вертикальных. Все современные ударные авианосцы США относятся к суперавианосцам, и авиагруппа каждого такого корабля способна нанести массированный удар по противнику, не имеющему достаточной для защиты от такого удара ПВО. Во флоте США такой авианосец всегда являются ядром авианосных ударных группировок (АУГ). Однако тактико-технически такие авианосцы де-факто являются 'многоцелевыми стратегическими авианосцами', так как способны базировать самую разнообразную палубную авиацию (за исключением тяжёлых истребителей) и довольно долго действовать вдали от родных берегов. Единственные недостатки суперавианосцев США (как эксплуатируемых, так и строящихся) — невозможность базировать тяжёлые истребители, сравнительно низкая скорость поднятия авиагруппы в воздух (в сравнении с авианосцами «Эссекс», «Мидуэй», «Лексингтон»)
Многоцелевой авианосец (англ. multipurpose carrier). По традиции так называют авианосец водоизмещением около 30 000—50 000 тонн, с ядерной или неядерной силовой установкой, который, как и суперавианосцы, способен принимать самолёты горизонтального взлёта и посадки. Авианосцы такого класса имеют сходные функции с суперавианосцами, но обычно уступают им по численности авиагруппы, запасам авиатоплива, боевой живучести и автономности, или по спектру выполняемых функций. Правильнее такие авианосцы было бы называть средними авианосцами.
На данный момент к этому классу относятся:
- атомный «Шарль де Голль» (Франция),
- «Ляонин» (Китай),
- «Адмирал Кузнецов» (Россия),
- «Сан-Паулу» (Бразилия).

В этот класс также попадает построенный для Индии авианосец «Викрамадитья».
Лёгкий авианосец, авианосец СВВП — авианосец небольших размеров (около 10 000—25 000 тонн), способный базировать исключительно самолёты вертикального взлёта и посадки (СВВП). Такие авианосцы обладают весьма ограниченным военными возможностями, но из-за сравнительной дешевизны как правило используются разными государствами, не способными содержать тяжёлые или средние (по традиции называемые многоцелевыми) авианосцы. Примером подобных являются Британские авианосцы типа «Инвинсибл», испанский «Принсипе де Астуриас», индийский «Викрант», итальянский «Джузеппе Гарибальди» и тайский «Чакри Нарубет».
Противолодочный авианосец — специализированный авианосец, главная задача которого поиск и уничтожение подводных лодок противника силами базируемой авиагруппы.
Универсальные десантные корабли (УДК) — десантные вертолётоносцы с гладкой полётной палубой и возможностью принимать небольшую авиагруппу СВВП поддержки. Такие корабли имеют водоизмещение около 20 000—45 000 тонн и возможности, сравнимые с лёгкими авианосцами, но имеют более широкий спектр десантных функций в ущерб авиационным. Яркими примерами таких кораблей являются УДК следующих классов:
- «Уосп», «Тарава» и «Америка» (ВМС США);
- «Оушен» (Великобритания);
- «Токто» (Республики Корея) (название нередко произносят как «Догдо»);
- «Хюга» ВМС Японии;
- «Мистраль» (Франция).
- УДК проекта 23900 (Россия).[источник не указан 345 дней]

### Исторические классы (ныне не используемые)
Тяжёлый авианосец — авианосец, вооружённый 70-100 летательными аппаратами. После Второй Мировой слился с классами «линейный авианосец» и «быстроходный авианосец» в надкласс суперавианосцев.
Эскортный авианосец — подкласс лёгкого авианосца, построенный на базе и по технологиям гражданского кораблестроения. Часто перестраивались из крупных торговых судов или танкеров. От классического лёгкого авианосца отличаются низкой скоростью, малой боевой живучестью и сравнительно небольшой авиагруппой. Предназначались в первую очередь для прикрытия конвоев от воздушного нападения, развёртывания непрерывного противолодочного патрулирования вдали от береговых баз и усиления прикрытия районов десантных операций.
Быстроходный авианосец — выделяемый военно-морскими теоретиками 1930—1940 гг. класс авианосцев, обладающих скоростью, близкой к скорости крейсеров, и предназначенный для совместного оперирования с быстроходными соединениями. Ко Второй мировой войне практически все неэскортные авианосцы, за редкими исключениями (французский «Беарн», британские «Игл» и «Аргус», японский «Хосе») относились к быстроходным. В связи с полным исчезновением из флотов небыстроходных авианосцев (за исключением эскортных) как класс с окончанием Второй Мировой формально перестал существовать.
Линейный авианосец (англ. battlecarrier) — выделяемый некоторыми историками подкласс авианосцев, обладавших высокой живучестью, и приспособленных к активному выдерживанию атак противника (зачастую в ущерб авианосным функциям). К линейным авианосцам относятся британские авианосцы с бронированной полётной палубой класса «Иластриес» и японский «Тайхо». С повышением живучести авианосцев вообще, класс слился с обычными авианосцами.
Вспомогательный авианосец — класс кораблей, предназначавшихся для вспомогательных функций — доставки на театр военных действий запасных самолётов, обучения экипажей. К таким относятся британский «Уникорн» и японский «Синано»
Учебный авианосец — специфический класс кораблей, используемых для обучения лётчиков морской авиации. Устаревшие авианосцы часто переводились в учебные. Известны только два авианосца, построенных специально как учебные — американские USS IX-64 Wolverine и USS IX-81 Sable, перестроенные в 1942 году из колёсных паромов на Великих Озёрах. Эти авианосцы претендуют также на звания единственных в истории колёсных авианосцев и единственных в истории пресноводных (озёрных) авианосцев.
Катапультный корабль (CAM-ship) — специфический класс в ВМВ авианосцев, рассчитанных только на взлёт колёсных самолётов. Посадка предполагалась на береговые аэродромы, либо на воду или на другой — обычный — авианосец. Создавались как примитивная форма эскортных авианосцев, способная решить проблему удаления вражеских самолётов-разведчиков от конвоев (пусть даже ценой потери истребителя, терпимой из-за его довольно малой стоимости в сравнении со стоимостью кораблей конвоя и перевозимого конвоем груза). Применялись в ВМФ Великобритании. В ВМФ Италии («Больцано») и Японии делались попытки переоснащения крейсеров в крупные катапультные корабли для решения проблемы недостаточной дальности истребителей берегового базирования.
Торговый авианосец (MAC-ship) — специфический класс в ВМФ Великобритании торговых кораблей, оснащённых полётной палубой для базирования летательных аппаратов прикрытия. Не оснащались ангарной палубой, несколько истребителей базировались прямо на полётной палубе. Использовался примерно в той же роли, что и эскортный авианосец, но в отличие от него предназначался также для перевозки грузов.
Десантный авианосец — специфический класс авианосцев японской армии, создававшихся для проведения и прикрытия десантных операций. Представляли собой авианосцы, предназначенные для старта армейских самолётов (посадка предполагалась на береговые аэродромы). Являлись результатом глубоких противоречий армии и флота, не позволявших надеяться на содействие флотских авианосцев в армейских десантных операциях. Представляют собой в определённом смысле подкласс CAM-кораблей.

## История

### Первые авианосцы
Первыми кораблями, несущими авиацию, можно фактически назвать аэростатоносцы XIX и начала XX века. В связи с ограниченностью возможностей аэростатов, они применялись главным образом в разведывательных целях (отдельные попытки использовать аэростаты для бомбардировок трудно назвать успешными). Позднее, многие из построенных в начале XX века аэростатоносцев были переоборудованы для несения гидросамолётов.
Развитие авиации в начале XX века заставило морские ведомства различных стран обратить внимание на возможность применения самолётов в морском военном деле. Первоначально самолёты рассматривались как разведчики, однако вскоре по мере развития самолётостроения и улучшения характеристик лётных машин стал ясен потенциал бомбардировочной и торпедоносной авиации.
Общие черты концепции авианосцев были предложены в докладе военно-морского атташе США во Франции в 1908 году.. Более детально концепция авианосцев была описана в книге Клемана Адэра «L’Aviation Militaire», изданной в 1909 году.
Первый взлёт с палубы совершил 14 ноября 1910 американец Юджин Б. Эли с борта лёгкого крейсера «Бирмингем» (англ. USS Birmingham (CL-2)). Это стало возможно благодаря установленной на носу судна взлётной платформе.
Через два месяца, 18 января 1911 года, он же совершил посадку на борт броненосного крейсера «Пенсильвания» (англ. USS Pennsylvania). Специально для этого была смонтирована деревянная взлётная палуба, с которой лётчик вскоре после успешной посадки снова взлетел.
Первым настоящим авианосцем (правда, несущим гидросамолёты) являлся британский авианосец HMS Ark Royal, который был принят на вооружение в 1915 году. Корабль участвовал в Первой мировой войне и проводил бомбардировки турецких позиций.
Весьма экстравагантным проектом стал британский HMS Furious — большой лёгкий крейсер, по проекту должен был быть оснащён двумя 457-мм башенными орудиями, однако, ещё на стапеле передняя башня «Фьюриеса» была снята и вместо неё была смонтирована полётная палуба. Получившийся гибрид оказался неудачным, так как полётная палуба хоть и была достаточна для взлёта, тем не менее она была слишком мала для удачной посадки самолёта на авианосец. Поэтому корабль был перестроен и оснащён дополнительной 100-метровой «посадочной» палубой, располагавшейся позади надстроек. После чего выяснилось, что посадке самолёта на движущийся авианосец теперь мешают … воздушные вихри от палубной надстройки и дымовой трубы. И потому при постройке британского HMS Argus, перестроенный из итальянского пассажирского лайнера Conte Rosso, вообще отказались от каких-либо надстроек оборудовав его большой плоской палубой, радикально решив проблему посадки самолёта на авианосец. Однако, эксплуатация выявила необходимость наличия хоть какой-то надстройки, несущей как командный мостик, так и посты наблюдения и средства связи. Потому, уже после войны, при постройке авианосцев HMS Eagle и HMS Hermes, было решено установить по правому борту специальную надстройку островного типа. Тем не менее, в связи с сомнениями адмиралтейства при очередной перестройке HMS Furious, убрав все надстройки не стали устанавливать «остров». И только спустя 15 лет, остров на HMS Furious всё же был установлен. Не имели этой надстройки также американский USS Langley (CV-1), японский Хосё, а также целый ряд эскортных авианосцев.
Особым типом авианесущих кораблей являлись плавучие базы гидросамолётов, авиаматки, классифицировавшиеся в разных флотах как авиатендеры или гидроавианосцы. Данный тип кораблей мог обеспечить перемещение и взлёт гидросамолётов, но не обеспечивал их посадку, вследствие чего самолёты садились на воду и впоследствии поднимались на борт судна кранами.
Самый первый авианосец во флоте Российской империи появился 19 ноября 1904 года, им стал аэростатоносец «Русь», купленный на пожертвования графа Строганова в Германии. «Русь» нёс на борту 8 аэростатов и 1 сферический воздушный шар. Аэростатоносец «Русь» так и не принял участия в Русско-японской войне, а вскоре после поражения у Цусимы, он и вовсе был продан «за ненадобностью». Через несколько лет, в 1909 году капитан корпуса корабельных инженеров Л. Мациевич, выступил в Петербурге с докладом о необходимости создания авианосцев, а затем через полгода предложил проект строительства авианосца на 25 аэропланов, с проведением предварительных опытов на одном из эсминцев. Весной 1910 года подполковником К. Конкоткиным, был предложен гораздо более дешёвый проект по переделке устаревшего корабля «Адмирал Лазарев», в настоящий авианосец с полётной палубой и ангаром. И хотя оба проекта не были отвергнуты, проект Мациевича был отправлен в архив после его гибели в авиакатастрофе осенью 1910. А проект Конокоткина, получив первоначальное одобрение, был закрыт после его перевода на Амурскую Флотилию, с формулировкой «Дело производством само собой прекращено». Тем не менее с началом Первой мировой войны, морское ведомство вновь вспомнило об авианосцах, но поскольку строить настоящие авианосцы было уже слишком поздно, то было принято решение переоборудовать пароходы Императрица Александра, Император Александр I, Император Николай I, Румыния в гидроавианосцы, а также дополнить вооружение крейсера Алмаз гидропланом. «Императрица Александра» была сразу переименована в «Орлицу», а «Император Александр I» и «Император Николай I» были переименованы в «Республиканец» и «Авиатор» после Февральской Революции. Все эти гидроавианосцы (включая и крейсер «Алмаз») успели принять активное участие в войне. Всего в годы первой мировой войны на Балтике был переоборудован в авианесущий корабль только пароход «Орлица», а на Чёрном море — 11 кораблей (из них 6 участвовали в боевых действиях).

### Авианосцы в период между мировыми войнами

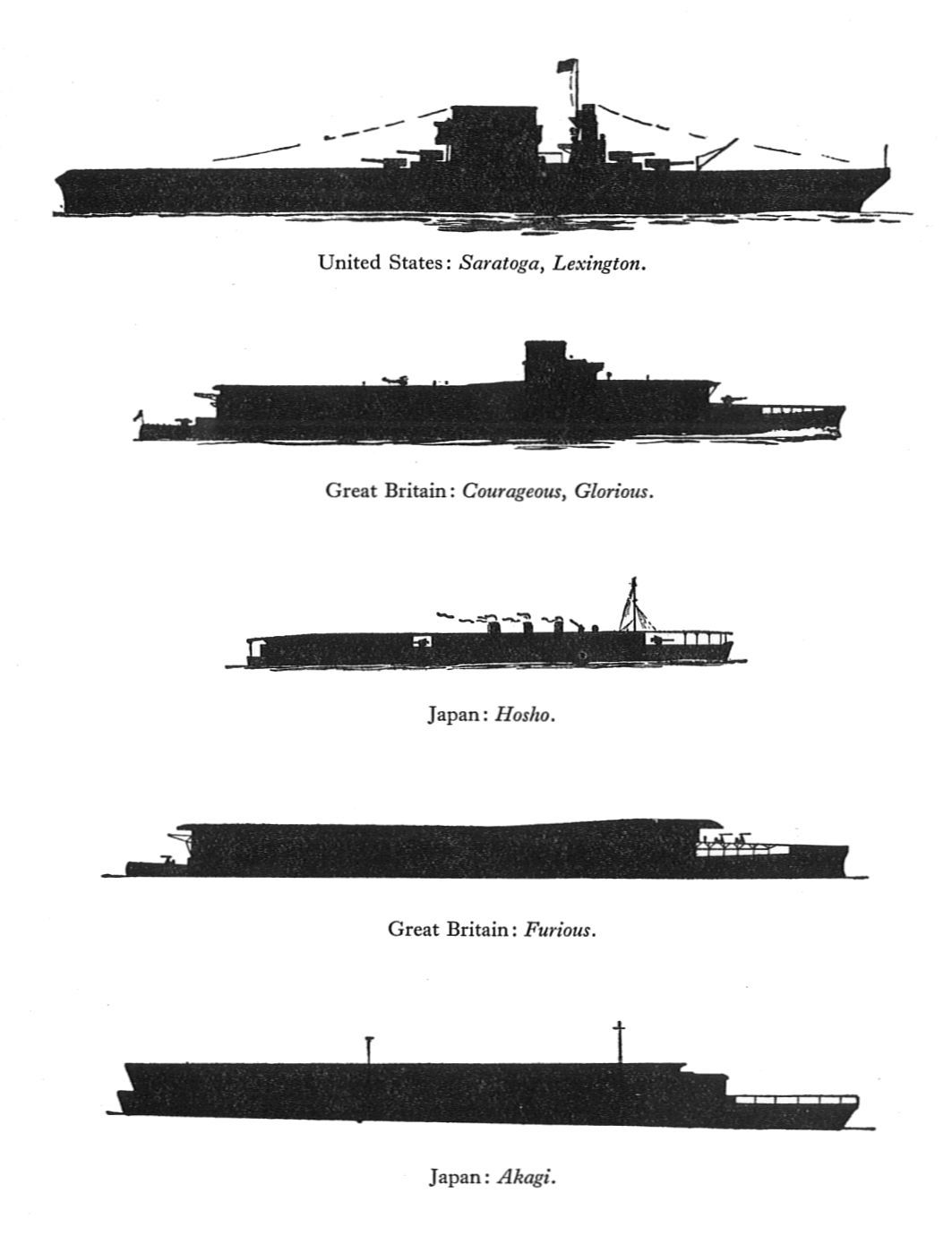
Силуэты основных авианосцев в 1936 году

Во время Первой мировой войны и в течение нескольких лет после её окончания в авианосцы были перестроены различные военные корабли, например, линейные крейсеры HMS Courageous, HMS Glorious, HMS Furious и линкор «Альмиранте Кохрейн» (авианосец «Игл») в ВМС Великобритании, линкор «Беарн» в ВМС Франции (авианосец «Беарн»), линейные крейсера «Лексингтон» и «Саратога» в ВМС США, линейный крейсер «Акаги» и линкор «Кага» в Японии. Одной из причин подобных перестроек линкоров в авианосцы, явился Вашингтонский договор 1922 года, резко ограничивший как ТТХ линкоров, так и их количество, вследствие чего не оставалось иного выбора как либо переделать «лишний» линкор в авианосец либо отдать его на слом. Что любопытно, американцы и японцы при перестройке тяжёлого корабля (линейного крейсера или линкора) в авианосец старались сохранить тяжёлое вооружение устанавливая его в башни и бортовые казематы. Таким образом, например, американский тяжёлый авианосец «Лексингтон» нёс восемь 203-мм орудий, а японский «Акаги» десять 203-мм орудий, соответствуя по калибру тяжёлым крейсерам. Данный калибр был максимальным, разрешённым авианосцам Вашингтонской Конференцией. В определённом плане это было связано с доктриной применения больших быстроходных авианосцев США и Японии 1920-х, которые рассматривались как часть крейсерского авангарда: вероятность прямого столкновения с противником рассматривалась как высокая.
В межвоенные годы предпринимались также попытки постройки авианосцев на основе подводных лодок (подводные авианосцы), а также на базе дирижаблей и стратегических бомбардировщиков (воздушные авианосцы).
Что касается СССР, то в годы гражданской войны применялся эрзац-авианосец «Коммуна», представлявший собой баржу на которую погрузили несколько гидросамолётов. Подготовительные работы по проектированию авианосцев на 45 самолётов начались только в феврале 1938 года, также рассматривалась идея ускоренной постройки малого авианосца (30 самолётов) на основе корпуса лёгких крейсеров типа «Чапаев». Но к лету 1941 года проектирование не было завершено и прекращено в связи с началом войны.

### Авианосцы во Вторую мировую войну
К началу Второй мировой войны следующие страны имели авианосцы:
- Великобритания:
  - В строю: «Аргус», «Корейджес», «Глориес», «Фьюриес», «Игл», «Гермес», «Арк Ройал»
  - На стапеле: шесть, типа «Илластриес».
- Франция:
  - В строю: «Беарн»
- США:
  - В строю: авиатранспорт «Лэнгли», «Лексингтон», «Саратога», «Уосп», «Энтерпрайз», «Йорктаун», «Хорнет», «Рейнджер»
- Япония:
  - В строю: «Акаги», «Кага», «Хирю», «Сорю», «Дзуйкаку», «Сёкаку».

Германия имела строящийся авианосец «Граф Цеппелин», но в боевых действиях он участия так и не принял, а палубные самолёты для него так и не были созданы. Италия не имела авианосцев в составе действующего флота и в течение войны не завершила постройкой ни один проект.
Что касается СССР, то в составе ВМФ СССР не было ни одного авианосца на базе корабля, но зато имелось пять воздушных авианосцев проекта «Звено» — приписанных к ВВС Черноморского флота и представлявших собой тяжёлый бомбардировщик ТБ-3, несущий вместо бомб истребители И-16. Все пять авианосцев успели принять участие в боях 1941 года, но из-за превосходства Мессершмиттов над И-16 в воздушном бою использование авианосцев к концу года сошло на нет.
Помимо надводных авианосцев строились также подводные, наибольшую активность в этой области проявила Япония, имевшая три типа авианесущих подводных лодок, крупнейшим из которых являлся тип I-400 несущий три гидросамолёта Aichi M6A1 Seiran. Японские подводные авианосцы провели единственную в истории авиационную бомбардировку территории США, сбросив несколько зажигательных бомб в надежде вызвать лесные пожары на тихоокеанском побережье.
Начальный период Второй мировой войны стал важной вехой в практическом применении авианосцев. Уже 17 сентября 1939 года подводная лодка отправила на дно британский «Корейджес». Следующим погиб однотипный «Глориес», расстрелянный вместе с двумя эсминцами эскорта немецкими крейсерами «Шарнхорст» и «Гнейзенау». Эти инциденты наглядно показали, что авианосец уязвим без соответствующего боевого охранения. Но последующие операции — атака Таранто, проведённая всего одним авианосцем и завершившаяся выведением из строя трёх итальянских линкоров — продемонстрировали широкие возможности авианосцев и уязвимость кораблей без авиационной поддержки. Последующая гибель британского «Соединения Z» у берегов Куатана под атаками японской береговой авиации наглядно показала, что даже современные военные корабли не могут противостоять воздушным атакам, если не защищены истребительной авиацией.
В начале Второй мировой войны, в связи с нехваткой полноценных авианосцев, ВМС Великобритании и ВМС Нидерландов начали применять обычные торговые суда, переделанные в торговые авианосцы и катапультные авианесущие транспорты. Однако, после вступления в войну США на американских верфях для собственных нужд и для нужд союзных флотов было построено большое количество эскортных авианосцев на базе танкеров и сухогрузов.
Япония также вела переделки, например линкор «Синано», однотипный с «Ямато» и «Мусаси», был ещё на стапеле переделан в «авианосец подскока», получив лётную палубу, но не имея при этом достаточно больших ангаров и других систем, необходимых для поддержки сопоставимой с другими авианосцами самолётной группы. Старые линкоры «Исе» и «Хиуга» получили вместо кормовых артиллерийских башен ангары на 22 гидросамолёта, которые должны были запускаться с катапульт. Эти корабли также предполагалось использовать для ПВО, для чего на крышах ангаров были установлены пусковые установки неуправляемых зенитных ракет, но практика показала полную их бесполезность.
Во Второй мировой войне японские и американские авианосцы уже играли ведущую роль в тихоокеанских сражениях. Например, знаменитая атака на Пёрл-Харбор была произведена с помощью пикирующих бомбардировщиков, дислоцированных на шести японских авианосцах. На фоне столь впечатляющего применения авианосцев, состоявшаяся через полгода (8 мая 1942) в Коралловом море первая дуэль авианосцев (без участия кораблей другого типа), прошла почти незамеченной.
В годы второй мировой войны в строй вступили 180 авианосцев: 143 в США (включая переданные затем в Англию по ленд-лизу), 18 в Англии, 19 в Японии. Потери авианосцев в войне составили 39 единиц: 11 в США, 8 в Англии, 20 в Японии.

### Современные авианосцы

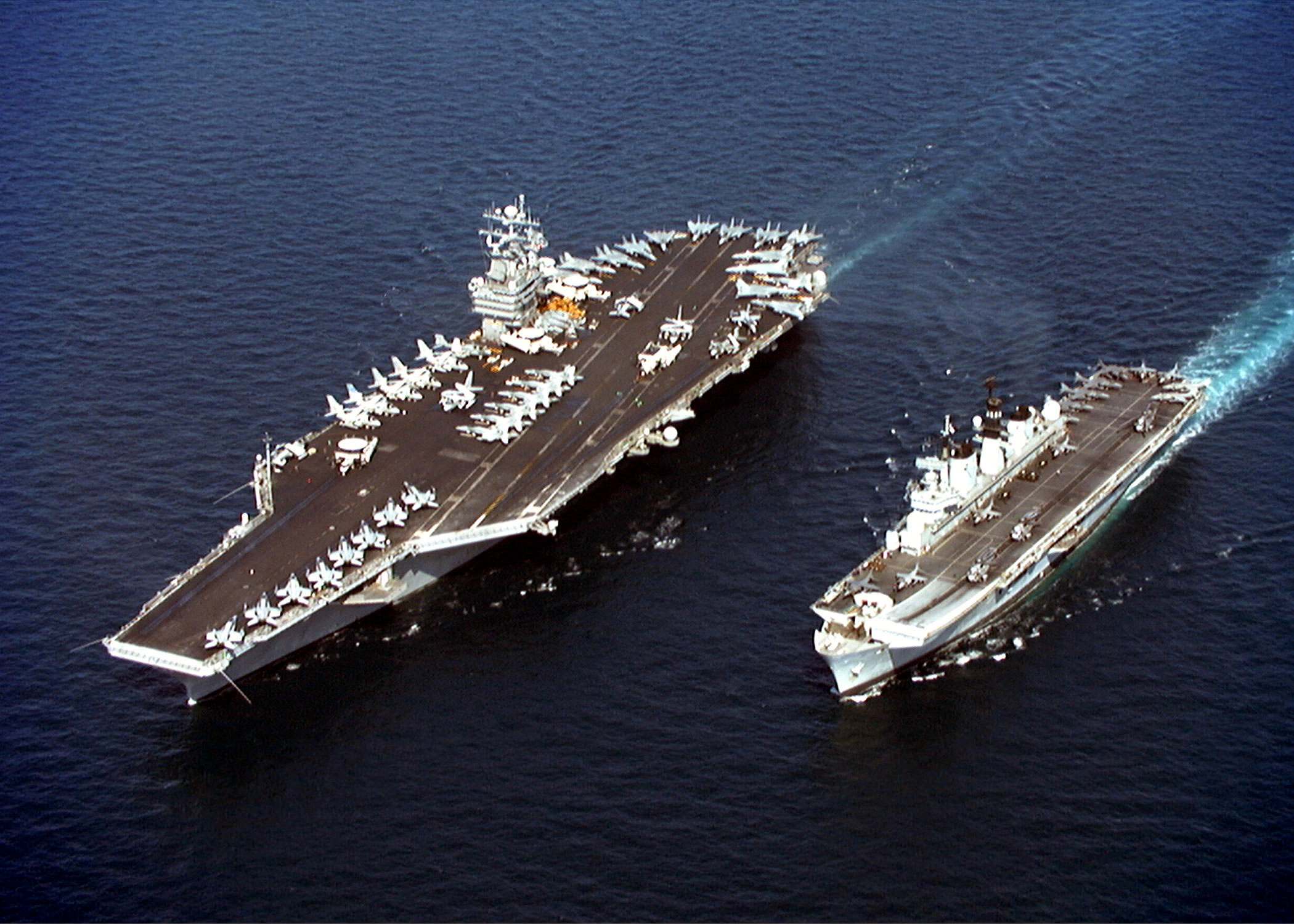
Авианосец США «Джон Стеннис» и авианосец Великобритании «Илластриес»

После окончания Второй мировой войны и по сей день авианосцы активно используются ВМС США в конфликтах разной интенсивности (Вьетнам, Ирак, Афганистан, Косово), ВМС Великобритании (Фолклендская война, Война НАТО против Югославии), ВМС Франции (Индокитай, Ливан, Босния, Косово, Ливия).
Первый авианосец с ядерной двигательной установкой был введён в строй в 1961 году. Им стал «Энтерпрайз» (англ. USS Enterprise (CVN-65)), имеющий наибольшую длину (342.3 метра) среди боевых кораблей мира.
В СССР первые предэскизные проекты авианосцев были выполнены в 1943 году. Однако после смещения адмирала Н. Г. Кузнецова с должности Главнокомандующего ВМФ в 1955 году все проекты постройки авианосцев были закрыты новым главнокомандующим С. Г. Горшковым. Авианосцы клеймились советской пропагандой как орудие агрессии. Их боевые возможности и живучесть занижались, а роль и возможности советских ракетных крейсеров завышались. После прихода к власти Брежнева и назначения министром обороны А. А. Гречко в 1967 году Горшков изменил своё мнение. Результатом этого стала постройка авианосцев «Минск», «Киев», «Новороссийск», «Баку» с размещением на них самолётов вертикального взлёта и посадки (СВВП) Як-38.
Ввиду переоценки боевых возможностей СВВП постройка авианосца, способного нести самолёты традиционного типа, откладывалась. Из-за этого первый и единственный авианосец такого типа, Проект 1143.5, тяжёлый авианесущий крейсер «Адмирал флота Советского Союза Кузнецов», был спущен на воду только в 1985 и принят на вооружение в 1991 году.
Все советские и российские авианосцы обозначаются как «авианесущий крейсер» для того, чтобы иметь возможность пересекать пролив Дарданеллы, проход авианосцев по которому не разрешается на основании Конвенции о режиме проливов от 1936 года. Дарданеллы соединяют Чёрное море через пролив Босфор со Средиземным морем, а значит, Атлантическим океаном. Эта связь была крайне важна для советского военно-морского флота, так как единственный достаточно крупный стапель располагался на берегу Чёрного моря в Николаеве (см. ст. Ульяновск (авианосец)). Кроме чисто терминологического отличия, ТАвКР «Адмирал Кузнецов» отличается от авианосцев других стран наличием противокорабельных ракет, которые теоретически дают ему возможность вести бой и без участия палубной авиации, тогда как традиционно собственное ракетное вооружение современных авианосцев ограничивается противовоздушным.
Во флотах США и Великобритании помимо обычных авианосцев активно используются универсальные десантные корабли (УДК) (вертолётоносцы, выполняющие роль десантных кораблей). В советском флоте вертолётоносцы (проект 1123) выполняли противолодочные функции, подобные корабли были ещё в нескольких странах, но как выраженный класс уже не строятся. Каждый более-менее крупный современный надводный корабль, выполняющий противолодочные функции, несёт один или несколько вертолётов, а не десятки, как специализированные вертолётоносцы.
Во флоте Японии имеются авианесущие эсминцы с вертолётами. И если обычный авианесущий эсминец действительно является эсминцем, просто несущим три вертолёта вместо одного, то наиболее крупные авианесущие эсминцы новой постройки имеют водоизмещение, соответствующее настоящему авианосцу, и способны нести F-35.

### Перспективные авианосцы
Ведущей державой в проектировании авианосцев остаются США. В настоящий момент построен первый и планируется постройка ещё двух авианосцев проекта «Джеральд Форд». Великобритания планирует постройку двух современных авианосцев, головной корабль серии HMS Queen Elizabeth вступил в строй в 2017 году. В России также существуют планы строительства атомных авианосцев водоизмещением 50-100 тысяч тонн (проект 23000Э «Шторм»). Широкие планы по строительству авианосцев реализуются Индией и Китаем.

### Списанные авианосцы

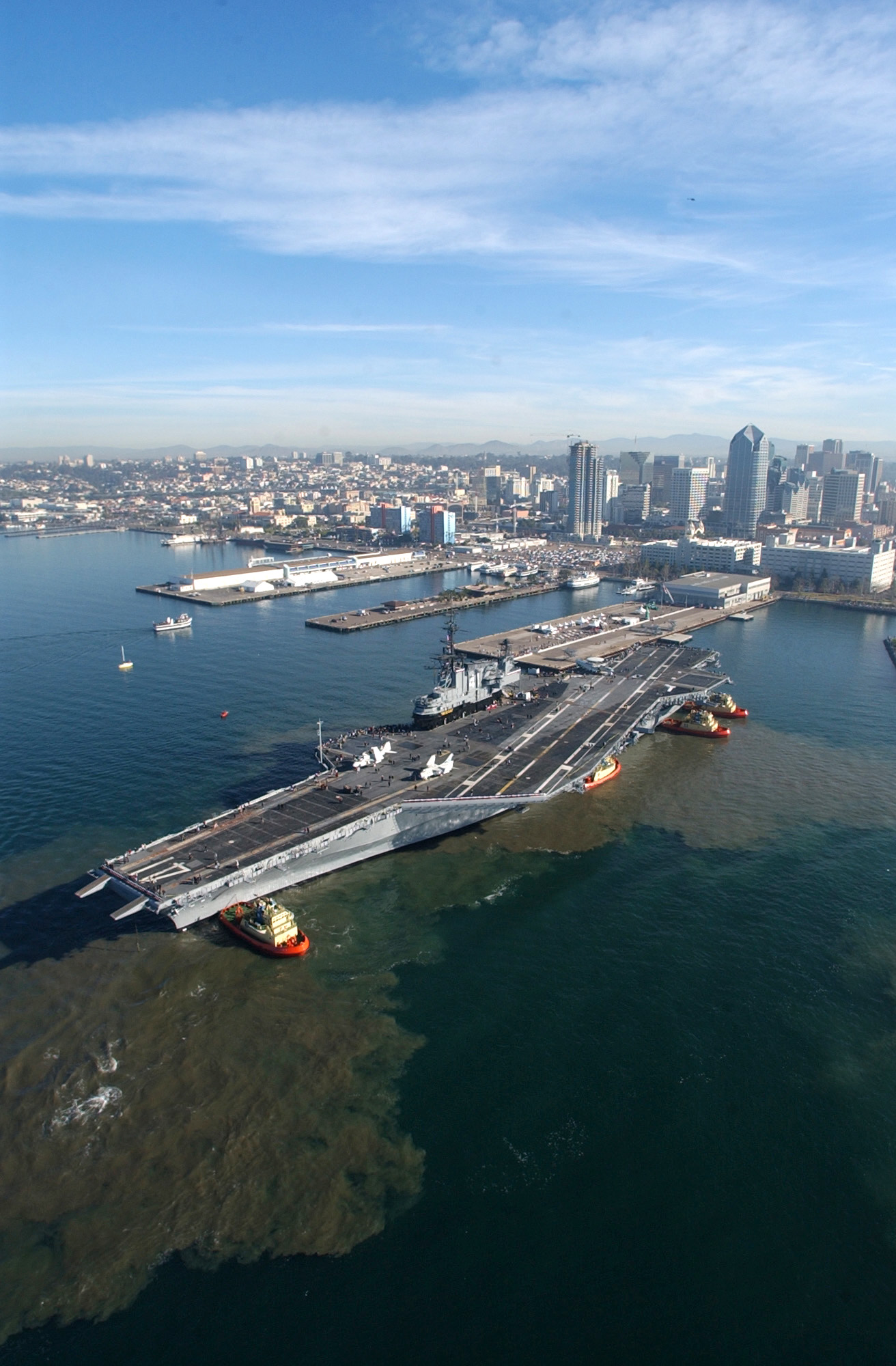
Авианосец «Мидуэй» (Сан-Диего, США), самый большой музей, посвящённый авианосцам и морской авиации

Авианосцы, завершившие свой срок службы, иногда находят другое применение. Так, например, авианосец США «Хорнет» (англ. USS Hornet) стал кораблём-музеем в городе Аламида (Калифорния). В 2004 году авианосец США «Мидуэй», последней операцией которого была «Буря в пустыне», стал кораблём-музеем в городе Сан-Диего, авианосец США «Саратога» использовался в качестве мишени в ядерных испытаниях 1946 года на атолле Бикини.
Авианосец «Минск» был продан в 1995 году и переоборудован в парк развлечений «Мир Минска» в городе Шэньчжэнь (КНР). Авианосец «Киев» был продан в 1996 году и переоборудован в парк развлечений в городе Тяньцзинь КНР.
Авиано́сцы-музе́и
| Авианосец          | Страна | Место экспозиции                      |
| ------------------ | ------ | ------------------------------------- |
| CV-10 «Йорктаун»   | США    | Маунт-Плезант (шт. Юж. Каролина, США) |
| CV-11 «Интрепид»   | США    | Нью-Йорк, США                         |
| CV-12 «Хорнет»     | США    | Аламеда (шт. Калифорния, США)         |
| CV-16 «Лексингтон» | США    | Корпус-Кристи (шт. Техас, США)        |
| CV-41 «Мидуэй»     | США    | Сан-Диего (шт. Калифорния, США)       |
| «Киев»             | СССР   | Тяньцзинь, КНР                        |
| «Минск»            | СССР   | Шэньчжэнь, КНР.                       |

Устаревшие, но не выработавшие ресурс авианосцы передаются или продаются другим странам. Так, российский «Адмирал Горшков» был передан Индии (на условиях оплаты его модернизации и закупки партии палубных истребителей), — в настоящий момент находится в строю под наименованием «Викрамадитья». Французский «Фош» был продан Бразилии, давшей ему имя «Сан-Паулу».

## Технические характеристики

### Корпус

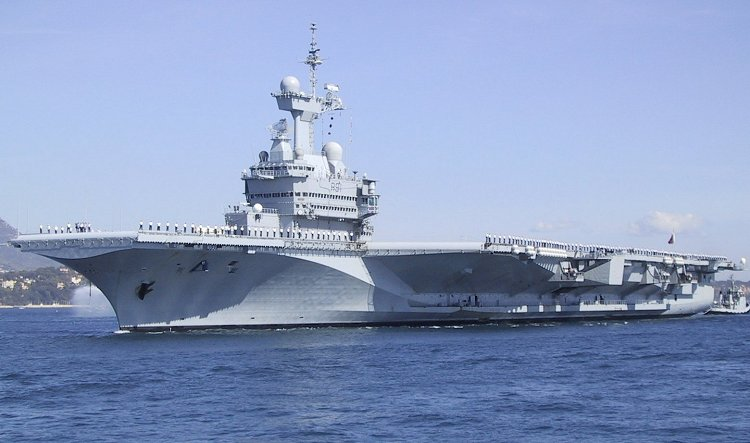
Атомный авианосец ВМС Франции «Шарль де Голль». Отчётливо виден «остров»

Корпус типичного авианосца имеет длину от 182 до 342 метров и осадку до 12 метров. (Ожидается что длина перспективных авианосцев увеличится до 400 м.) Корпус выполняется из легированной стали, толщина которой может быть несколько сантиметров. Живучесть авиносца достигается за счёт разделения корпуса водонепроницаемыми переборками и палубами на секции. Для обеспечения достаточной площади полётной и ангарной палуб, корпус над ватерлинией значительно увеличивается в ширину, что придаёт авианосцу его характерный внешний вид. Под полётной палубой расположена ангарная палуба, в объёмных ангарах на которой хранятся и ремонтируются базируемые самолёты и вертолёты. Перемещение летательных аппаратов между палубами происходит посредством специальных подъёмников — самолётоподъёмников, — количество коих может достигать четырёх (на крупных авианосцах). Под ангарной палубой расположены машинные отделения и прочие служебные помещения. Для обеспечения максимально возможной полезной площади полётной палубы командный мостик, антенны и радарные установки размещаются на так называемом «надстройке-острове» (также просто «остров» — единственной палубной надстройке. «Остров», как правило, располагается по правому борту. Прочее оборудование располагается по бокам корпуса ниже уровня полётной палубы. Для увеличения количества летательных аппаратов на борту, часть из них находится не в ангарах, а непосредственно на полётной палубе.

### Полётная палуба
Существует две основные конфигурации полётной палубы (ещё одна ныне не встречается).

#### Плоская полётная палуба

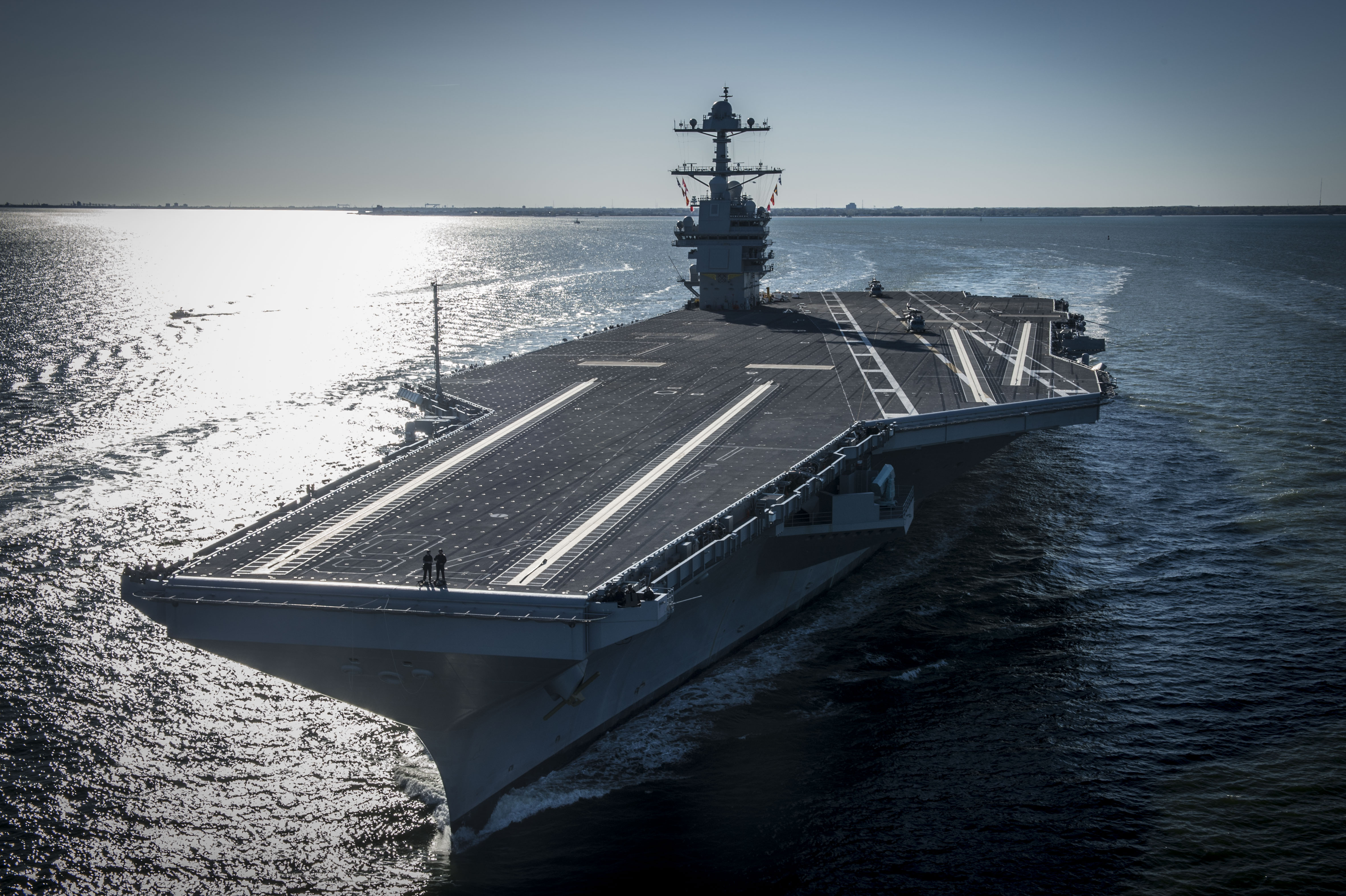
Полётная палуба Джеральд Р. Форд

F/A-18F незадолго перед стартом с помощью паровой катапульты с борта авианосца США «Джордж Буш»

Из находящихся в настоящее время в строю плоскую полётную палубу имеют все американские авианосцы (типов «„Джеральд Р. Форд“», «Нимиц») и французский авианосец «Шарль де Голль». Эти авианосцы предназначены для базирования самолётов горизонтального взлёта и для их разгона при подъёме в воздух используют паровые катапульты. (Количество катапульт на американских авианосцах — 4, на французском авианосце — 2.)

#### Полётная палуба с трамплином

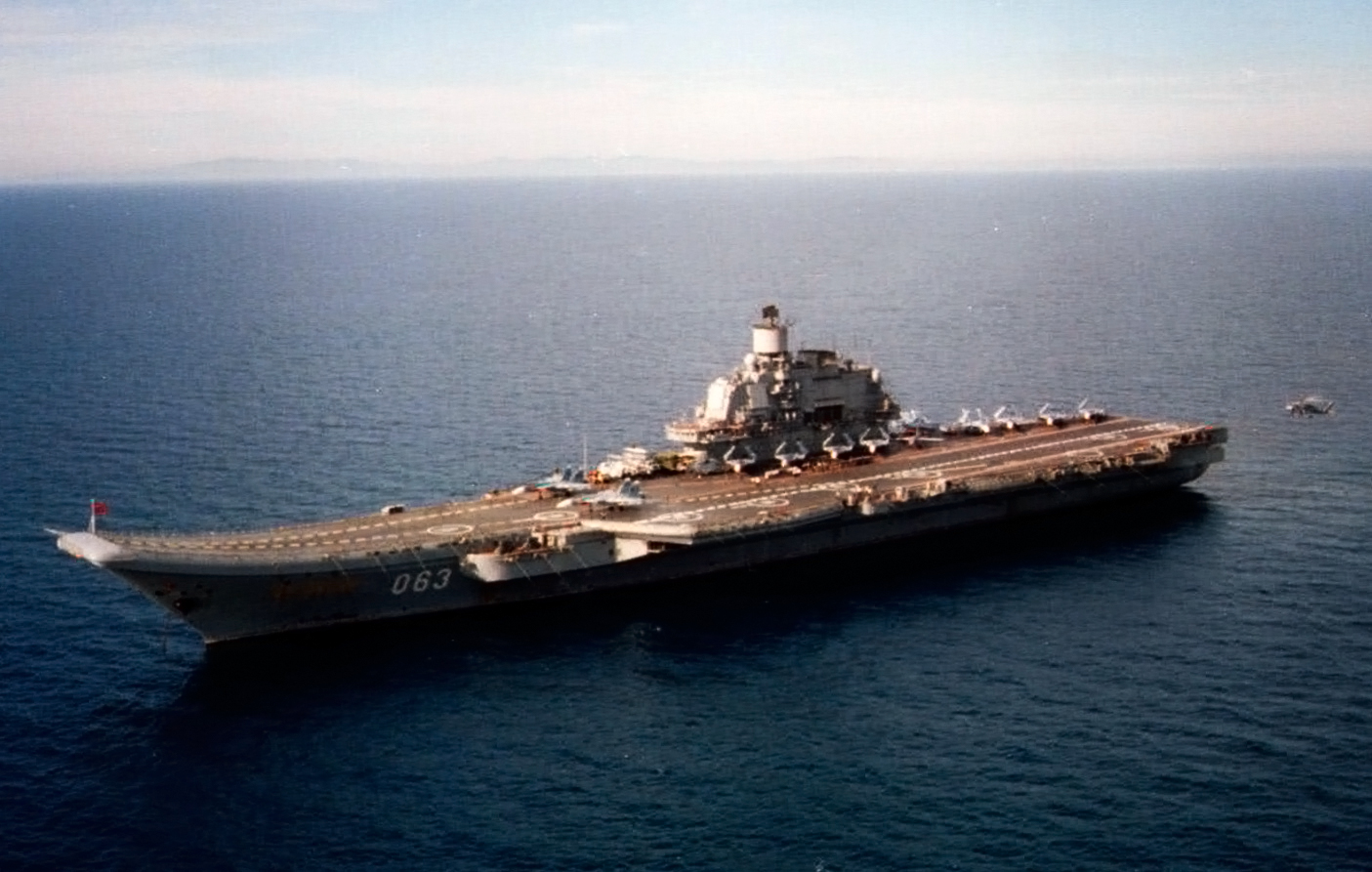
Тяжёлый авианесущий крейсер «Адмирал флота Советского Союза Кузнецов»

Данный тип полётной палубы характерен для всех авианосцев, вооружённых самолётами вертикального и укороченного взлёта и посадки (СВВП). Для увеличения стартовой массы самолётов, на авианосцах данного типа практикуют взлёт с коротким разбегом. В результате чего самолёт экономит топливо в сравнении с вертикальным взлётом и способен взять больше топлива и вооружения. Ввиду того, что посадочная скорость СВВП невелика, — авианосцы, базирующие СВВП, не нуждаются в аэрофинишерах. Взлётная и посадочная полосы объединены между собой. Данный тип полётной палубы характерен для авианосцев флотов Великобритании, Индии, Италии, Испании, Таиланда и России.
Российский «Адмирал Кузнецов» и однотипный китайский «Ляонин» стоят среди авианосцев с трамплинным взлётом особняком. На них базируются обычные самолёты горизонтального взлёта с повышенной тяговооружённостью (Су-33, МиГ-29К), благодаря чему способны взлетать с короткой полосы-трамплина без использования катапульты. Подобная организация полётов (в всяком случае так как это сделано на «Адмирале Кузнецове» и «Ляонине»), однако, не является полноценной заменой катапультам, так как исключает возможность взлёта самолётов с низкой тяговооружённостью (например, самолётов ДРЛО). В остальном российский и китайский авианосцы представляют собой авианосцы с плоской палубой, в частности также имеют угловую посадочную палубу и тросовые аэрофинишёры, отсутствующие у других трамплинных авианосцев.

#### Многоуровневая полётная палуба
Ныне не встречающийся вид полётной палубы, характерный для авианосцев 1920—1930-х годов. Представлял собой короткую взлётную палубу в носовой части корпуса (или стартовую площадку в передней части ангарной палубы) и использующуюся в основном для посадки полётную палубу поверх ангарной.

авианосец «Кага» до модернизации (вверху) и после модернизации (внизу)

Подобные системы были задействованы на японских авианосцах «Акаги» и «Кага» (оба яруса ангара имели собственные стартовые площадки в передней части и посадочную палубу поверх верхней ангарной палубы), британские авианосцы «Глориес», «Корейждес» и «Фуриес» (перед ангаром имелась короткая взлётная площадка). Аналог подобной системы — катапульту для старта из ангара через бортовое окно — имели первые авианосцы серии «Эссекс».
Ожидаемыми преимуществами подобной схемы были: возможность разделить взлёт и посадку самолётов и не загромождать взлётные палубы только что севшими самолётами. Предполагалось также, что за счёт возможности одновременного старта с двух палуб, авианосец сможет значительно быстрее поднять по тревоге свою авиагруппу (что было чрезвычайно актуально до появления радаров, когда дистанция обнаружения самолётов противника была небольшой)
Практика применения показала несовершенство этой схемы (основной причиной была недостаточная длина посадочной палубы), и её опасность для пилотов. Развитие палубной авиации и появление более тяжёлых самолётов требовало удлинения любой ценой лётной палубы. К середине 1930-х практически все авианосцы с многоуровневыми полётными палубамибыли переоборудованы в классические авианосцы — с одной открытой полётной палубой.

### Силовые установки
11 действующих авианосцев (США — 10, Франция — 1, данные на декабрь 2012 г.) используют в качестве основных силовых установок охлаждаемые водой ядерные реакторы, что предоставляет им почти неограниченную дальность плавания. (Автономность авианосцев-атомоходов ограничена лишь возимым запасом авиатоплива, авиавооружения, провианта и авиазапчастей.) Российский тяжёлый авианесущий ракетный крейсер Адмирал флота Советского Союза Кузнецов оснащён неядерной силовой установкой, но все планируемые к постройке в России новые авианосцы будут атомными. Применение на авианосцах ядерной силовой установки (ЯСУ) позволяет сэкономить водоизмещение для авиационного топлива и авиационного и корабельного боезапасов.
ЯСУ придаёт такое тактическое свойство авианосцам (в особенности атомным ударным авианосным соединениям), как возможность длительно — многие дни и недели — поддерживать крейсерскую скорость хода, близкую к максимальной (29—32 узлов (приблизительно 55—60 км/ч)), что недоступно кораблям с неядерной силовой установкой, вынужденных большую часть времени двигаться с крейсерской скоростью намного меньшей максимальной. Кроме того, ядерная силовая установка вырабатывает значительно больше энергии для корабельных катапульт (особенно это важно для авианосцев, оснащаемых электромагнитными катапультами).

## Соединения

### Авианосная ударная группа
Сам по себе авианосец очень уязвим, поэтому всегда действует в составе эскадры — авианосной ударной группы, — прикрываемый другими боевыми кораблями. Флагманом группы будет авианосец, помимо него в группу входят дивизион ПВО, дивизион противолодочной обороны, одна-две многоцелевых подлодки и суда снабжения.

## Стратегия и тактика боевого применения

### Стратегии применения авианосцев до 2-й мировой
Исходными целями, ставившимися перед гидроавианосцами и авианосцами в первый период их появления, была в первую очередь воздушная разведка для соединений линкоров и крейсеров, а также их истребительное прикрытие от атак базовой авиации. Особенности доктрины применения авианосцев не были ясны в полной мере. Только в 1920-х годах ВМФ США впервые провёл исследования возможности осуществления с авианосцев воздушных нападений на наземные объекты и военные корабли противника.
Появление в 1920—1930-х крупных быстроходных авианосцев, перестраивавшихся из недостроенных линкоров и линейных крейсеров (в США — «Лексингтон» и «Саратога», в Японии — «Акаги» и «Кага»), сделало возможным эксперименты с базированием на авианосцах больших отрядов крупных самолётов, и резко увеличило возможности палубной авиации. В этот период впервые появились доктрины быстроходных авианосных соединений, способных наносить удары по береговым объектам и военным кораблям большими авиагруппами, и уходить от преследования более медлительных линкоров противника.

### Авианосная стратегия в период Второй Мировой
Вторая мировая война привела к установлению лидирующей роли авианосцев как морских боевых единиц, потеснив тяжёлые артиллерийские корабли (линкоры и крейсеры). Особую роль в этом сыграли японский Объединённый флот, британский Королевский флот, первыми развившие доктрину боевого применения авианосцев в противовес традиционной доктрине боя линкоров, и, пожалуй, ВМС США, не бывшие новаторами, но последовательно развившие свой авианосный флот и доктрину его боевого применения. (Если Объединённый флот де-факто сравнительно быстро отошёл от доктрины боевого применения авианосного флота как истребителя флота противника, вновь сделав ставку на артиллерийские корабли, то ВМС США напротив сделали свой авианосный флот своей главной ударной силой.)
Атаки с авианосцев на Пёрл-Харбор и Таранто соответственно, авианосные сражения в Коралловом Море и при Мидуэе, позднее — в Филиппинском Море и в заливе Лейте доказали решающее превосходство авианосцев в дальности эффективного нанесения ударов, скорости позиционного манёвра и боевой мощи над тяжёлыми артиллерийскими кораблями. Хотя ряд случаев потопления авианосцев надводными кораблями имел место, но это были именно эксцессы, ставшие следствием или ошибок тактики применения авианосцев или особенностей ситуации. Было продемонстрировано, что тяжёлые артиллерийские корабли — линкоры и крейсера — без воздушного прикрытия или с недостаточным воздушным прикрытием, не в состоянии противостоять палубной авиации.
В ходе Второй Мировой была отработана и дополнена концепция применения авианосцев как против флота, так и против берега. Практика опровергла многие довоенные утверждения, как к примеру, невозможность авиаударов с авианосцев против сильных военно-воздушных баз. (Предполагалось, что палубная авиация априори уступает береговой — хотя бы численно). Удары японской палубной авиации по Пёрл-Харбору и американской палубной авиации по Рабаулу и Маршалловым Островам в 1943—1944 продемонстрировали, что благодаря возможности быстрого перемещения и объединения в ударные группы, авианосцы могут концентрировать против береговых баз подавляюще превосходящее количество авиации и атаковать внезапно и добиваться локального превосходства в воздухе.
Также была доказана значительная роль авианосцев в прикрытии океанских конвоев: палубная авиация могла вести эффективное патрулирование, на значительно удалении от охраняемого конвоя: обнаруживать и топить подводные лодки противника, и перехватывать и уничтожать разведывательные самолёты и бомбардировщики и торпедоносцы противника. Авианосцы продемонстрировали себя чрезвычайно ценным средством проведения десантных операций, обеспечивая для авиации минимальное время реагирования. Были отработаны первые элементы стратегических ударов с авианосцев вглубь суши для взаимодействия с армией и ударов по стратегическим тылам противника (показательна в этом плане операция «Драгун»)

### Авианосная стратегия в послевоенные годы
В первые послевоенные годы авианосная стратегия не претерпела значимых изменений. Но с развитием ядерного оружия и управляемых видов вооружения, концепции применения авианосцев вновь были пересмотрены. Роль тяжёлых артиллерийских кораблей (линкоров и тяжёлых крейсеров) в морских боях окончательно сошла на нет, ввиду их полной беззащитности перед управляемыми бомбами и ракетами и ядерным оружием палубной авиации, и управляемыми противокорабельными ракетами ракетных боевых кораблей и катеров.
До появления в середине 1950-х зенитных управляемых ракет, авианосец был единственным средством обеспечения боевой устойчивости флота. (С другой стороны управляемые ракеты стали главным оружием неавианосных боевых кораблей.)
Возможность использования авианосцев как носителей ядерного оружия была реализована во флоте США. Для этой цели был создан особый, не имеющий аналогов в других флотах класс палубных стратегических бомбардировщиков (North American AJ Savage,Douglas A-3 Skywarrior). Целью авианосцев в случае конфликта с применением ядерного оружия было быстро концентрировать у побережья противника локально превосходящие силы авиации, и наносить стратегические удары по его тыловым и военным объектам. Значение авианосцев как оружия войны за господство на море (в первую очередь в воздухе над морем) несколько снизилась (так как в 1950-х ни одна враждебная США держава не обладала океанским флотом).
Положение изменилось только в 1960-х. Появление подводных лодок с баллистическими и крылатыми ракетами (в том числе первых атомных), усиление береговой и ракетоносной авиации СССР сделало значение авианосцев в нанесении стратегических ударов второстепенным. В то же время, усиление надводного и подводного флотов СССР, а также его дальней авиации, вновь вернуло традиционную роль авианосцев — удержание господства в воздухе на море путём развёртывания авиагрупп в любой точке мирового океана, защита кораблей от ударов авиации противника, уничтожение авиаударами надводных кораблей и береговых объектов противника, обеспечение действий противолодочных сил и защита своих подлодок от противолодочных сил противника.
Претерпевали значительные изменения на протяжении развития этой доктрины и боевые единицы ВМФ. На эти изменения оказывали влияние главным образом локальные войны и конфликты второй половины XX века, а также политика и соглашения государств, владеющих авианосцами и строящими их.
В военных конфликтах во Вьетнаме, при блокаде Кубы, в конфликтах в Косово и в Персидском заливе авианосцы действовали в составе авианосных групп, включающих несколько авианосцев или авианесущих крейсеров, корабли сопровождения и вспомогательные военные суда.
Современные авианосцы являются универсальными и дорогими в строительстве и содержании боевыми единицами, оснащёнными помимо основного оружия — палубной авиации — ракетным и артиллерийским вооружением. Они способны решать широкий спектр задач, главной из которых является обеспечение необходимого преимущества в завоевании превосходства в воздухе на острие наступления наземных войск, а затем и во всей зоне конфликта. Основным преимуществом авианосца в сравнении с наземными аэродромами является его высокая мобильность, что позволяет сконцентрировать в конкретной точке превосходящие воздушные силы авиации быстрее, чем противник сумеет передислоцировать свои авиачасти на наземных базах. Однако, любой современный авианосец проигрывает наземным авиабазам в скорости поднятия авиагруппы в воздух. Как следствие, современный авианосец очень зависим от фактора внезапности, утратив который он немедленно подвергнется риску массированного удара противника.
Авианосцы являются одной из главных составляющих военной мощи США с позиции их применения в составе сил ядерного сдерживания и ракетной безопасности, являясь также важным звеном в теориях и реальных планах возможных войн с применением ядерного оружия.

### Перспективная доктрина боевого применения
С перспективной доктриной боевого применения авианосцев ясности в настоящее время нет. В частности пока не наблюдается явный прогресс в конструировании авианосцев, — практические все перспективные авианосцы (и строящиеся в США «Джеральды Форды» и проектируемый в России «Шторм») представляют собой авианосцы классической схемы со свойственными таким авианосцам недостатками. И «Джеральды Форды», «Шторм» проигрывают наземными авиабазам и… «Эссексам», «Лексингтонам», «Мидуэям» и др. авианосцам второй мировой войны в скорости поднятия авиагруппы, — и с «Джеральда Форда», и с «Шторма» самолёты взлетают либо только посредством катапульт («Джеральда Форда») либо катапульт и трамплина «Шторма», но никогда свободным разбегом. Тогда как с практически всех авианосцев второй мировой войны — в частности те же «Эссексы» и «Лексингтоны» — самолёты могли взлетать свободным разбегом, что позволяло авианосцам того времени не уступать береговым авиабазам в скорости боевого развёртывания авиагруппы, и, как следствие, позволяло эффективно действовать и против береговых авиабаз противника.
Взлёт свободным разбегом невозможен не столько из-за авианосцев, сколько из-за базирующихся на них самолётов. Со времён Второй мировой войны они стали мощнее, тяжелее и, как следствие, их длина разбега превысила любую разумную длину палубы авианосца. Так, длина разбега современного истребителя Су-30 составляет 550 метров, а длина разбега истребителя середины XX века Grumman F6F Hellcat — 244 метра. Нет технической сложности в том, чтобы Hellcat взлетел свободным разбегом с палубы авианосца «Джеральд Форд», длина которого составляет 337 метров.

## Список кораблей

### Авианосцы, находящиеся в строю
| Бортовой номер | Название           | Государство    | Водоизмещение, т | Кол-во ЛА | Заложён    | Спущен на воду | В строю    | Примечание                 |
| -------------- | ------------------ | -------------- | ---------------- | --------- | ---------- | -------------- | ---------- | -------------------------- |
| CVN-68         | «Нимиц»            | США            | 100 020          | 90        | 22.06.1968 | 13.05.1972     | 03.05.1975 | С ЯСУ                      |
| CVN-69         | «Дуайт Эйзенхауэр» | США            | 101 600          | 90        | 15.08.1970 | 11.10.1975     | 18.10.1977 | С ЯСУ                      |
| CVN-70         | «Карл Винсон»      | США            | 101 300          | 90        | 11.10.1975 | 15.03.1980     | 13.05.1982 | С ЯСУ                      |
| CVN-71         | «Теодор Рузвельт»  | США            | 104 600          | 90        | 31.10.1980 | 27.10.1985     | 25.10.1986 | С ЯСУ                      |
| CVN-72         | «Авраам Линкольн»  | США            | 104 112          | 90        | 03.11.1984 | 13.02.1988     | 11.11.1989 | С ЯСУ                      |
| CVN-73         | «Джордж Вашингтон» | США            | 104 200          | 90        | 25.08.1986 | 21.07.1990     | 04.06.1992 | С ЯСУ                      |
| CVN-74         | «Джон Стеннис»     | США            | 103 300          | 90        | 13.03.1991 | 11.11.1993     | 09.12.1995 | С ЯСУ                      |
| CVN-75         | «Гарри Трумэн»     | США            | 103 900          | 90        | 29.11.1993 | 07.09.1996     | 25.07.1998 | С ЯСУ                      |
| CVN-76         | «Рональд Рейган»   | США            | 101 400          | 90        | 12.02.1998 | 04.03.2001     | 12.07.2003 | С ЯСУ                      |
| CVN-77         | «Джордж Буш»       | США            | 100 000          | 90        | 06.09.2003 | 09.10.2006     | 10.01.2009 | С ЯСУ                      |
| CVN-78         | «Джеральд Форд»    | США            | 100 000          | 90        | 13.11.2009 | 09.11.2013     | 31.05.2017 | С ЯСУ                      |
| R08            | «Куин Элизабет»    | Великобритания | 70 600           | 40        | 07.07.2009 | 17.07.2014     | 07.12.2017 |                            |
| R09            | «Принц Уэльский»   | Великобритания | 70 600           | 40        | 26.05.2011 | 21.12.2017     | 10.12.2019 |                            |
| CV-17          | «Шаньдун»          | Китай          | 70 000           | 36        | 2013       | 26.04.2017     | 17.12.2019 |                            |
| CV16           | «Ляонин»           | Китай          | 70 500           | 36        | 06.12.1985 | 25.11.1988     | 25.09.2012 | Бывший / «Варяг»           |
| R91            | «Шарль де Голль»   | Франция        | 42 000           | 40        | 14.04.1989 | 07.05.1994     | 18.05.2001 | С ЯСУ                      |
| R31            | «Викрамадитья»     | Индия          | 45 000           | 36        | 26.12.1978 | 31.03.1982     | 16.11.2013 | Бывший / «Адмирал Горшков» |
| IAC-1          | «Викрант»          | Индия          | 40 000           | 40        | 28.02.2009 | 29.12.2011     | 2022       |                            |
| 550            | «Кавур»            | Италия         | 35 000           | 30        | 17.07.2001 | 20.07.2004     | 27.03.2007 |                            |
| 911            | «Чакри Нарубет»    | Таиланд        | 11 485           | 14        | 12.07.1994 | 20.01.1996     | 27.03.1997 |                            |

### Авианосцы, находящиеся в постройке и реконструкции
| Бортовой номер | Название           | Государство | Водоизмещение, т | Кол-во ЛА | Заложён            | Спущен на воду | В строю          | Примечание |
| -------------- | ------------------ | ----------- | ---------------- | --------- | ------------------ | -------------- | ---------------- | ---------- |
| CVN-79         | «Джон Кеннеди»     | США         | 100 000          | 90        | 22.08.2015         | 29.10.2019     | ~ 2025           | С ЯСУ      |
| CVN-80         | «Энтерпрайз»       | США         | 100 000          | 90        | 5 апреля 2022 года | 2025           | ~ 2029           | С ЯСУ      |
| CV-18          | Фуцзянь            | Китай       | 85 000           | 40        | 2016               | 2022           | ?                |            |
| CVN-19         |                    | Китай       | 110 000          | 70-100    | 2025               | ?              | ?                | С ЯСУ      |
| 063            | «Адмирал Кузнецов» | Россия      | 61 390           | 50        | 01.09.1982         | 04.12.1985     | 1991 / ~ 2025 /? |            |
|                | «Авианосец MUGEM»  | Турция      | 60 000           | 50        | ?                  | ?              | ?                |            |
| DDH183         | «Идзумо»           | Япония      | 27 000           | 28        |                    |                | 25.03.2015/?     |            |
| DDH184         | «Кага»             | Япония      | 27 000           | 28        |                    |                | 22.03.2017/?     |            |

### Планируемые к постройке авианосцы
| Бортовой номер | Название      | Государство | Водоизмещение, т | Кол-во ЛА | Заложён | Спущен на воду | В строю | Примечание |
| -------------- | ------------- | ----------- | ---------------- | --------- | ------- | -------------- | ------- | ---------- |
| CVN-81         | Дорис Миллер  | США         | 100 000          | 90        | 2026    | 2028           | 2030    | С ЯСУ      |
| CVN-82         | Билл Клинтон  | США         | 100 000          | 90        | 2027    | 2032           | 2034    | С ЯСУ      |
| CVN-83         | Джордж У. Буш | США         | 100 000          | 90        | 2027    | 2032           | 2034    | С ЯСУ      |

### Проекты авианосцев
| Бортовой номер | Название                                  | Государство | Водоизмещение, т | Кол-во ЛА | Заложён | Спущен на воду | В строю    | Примечание |
| -------------- | ----------------------------------------- | ----------- | ---------------- | --------- | ------- | -------------- | ---------- | ---------- |
| ?              | «Тяжёлые атомные авианосцы проекта 11430» | Россия      | 80 000 — 90 000  | 70        | ?       | ?              | ?          | С ЯСУ      |
| ?              | «Шторм»                                   | Россия      | 70 000—100 000   | 70-90     | ?       | ?              | ?          | С ЯСУ      |
| IAC-2          | «Вишал»                                   | Индия       | 65 000           | 55        | ?       | ?              | ~ 2030 / ? | С ЯСУ      |

### Универсальные десантные корабли, используемые в настоящее время
| Бортовой номер | Название              | Государство      | Водоизмещение, т | Кол-во ЛА | Заложён    | Спущен на воду      | В строю              | Примечание             |
| -------------- | --------------------- | ---------------- | ---------------- | --------- | ---------- | ------------------- | -------------------- | ---------------------- |
| LHD-1          | «Уосп»                | США              | 40 532           | 64        | 30.05.1985 | 04.08.1987          | 29.07.1989           |                        |
| LHD-2          | «Эссек»               | США              | 40 650           | 64        | 20.03.1989 | 23.02.1991          | 17.10.1992           |                        |
| LHD-3          | «Кирсардж»            | США              | 40 500           | 64        | 06.02.1990 | 26.03.1992          | 16.10.1993           |                        |
| LHD-4          | «Боксер»              | США              | 40 722           | 65        | 18.04.1991 | 13.08.1993          | 11.02.1995           |                        |
| LHD-5          | «Батаан»              | США              | 40 358           | 65        | 22.06.1994 | 15.03.1996          | 20.09.1997           |                        |
| LHD-6          | «Боном Ричард»        | США              | 40 500           | 65        | 18.04.1995 | 14.03.1997          | 15.08.1998           |                        |
| LHD-7          | «Иводзима»            | США              | 40 530           | 65        | 12.12.1997 | 04.02.2000          | 30.06.2001           |                        |
| LHD-8          | «Остров Макин»        | США              | 41 649           | 65        | 14.02.2004 | 22.09.2006          | 24.10.2009           |                        |
| LHA-6          | «Америка»             | США              | 45 693           | 51        | 17.07.2009 | 04.06.2012          | 10.11.2014           |                        |
| LHA-7          | «Триполи»             | США              | 44 971           | 50        | 22.06.2014 | 01.05.2017          | 15.07.2020           |                        |
| 075            | «Хайнань»             | Китай            | 40 000           | 30        | ?          | 25 сентября 2019 г. | 23 апреля 2021 г.    |                        |
| 075            | «Гуанси»              | Китай            | 40 000           | 30        | ?          | Апрель 2020 г       | Конец декабря 2021 г |                        |
| 075            | «Аньхой»              | Китай            | 40 000           | 30        | ?          | 29 января 2021 г.   | 1 октября 2022 г.    |                        |
| L9013          | «Мистраль»            | Франция          | 32 300           | 51        | 10.07.2003 | 06.10.2004          | 18.12.2005           |                        |
| L9014          | «Тоннер»              | Франция          | 32 300           | 51        | 26.08.2003 | 26.06.2005          | 2006                 |                        |
| L9015          | «Дисмюд»              | Франция          | 32 300           | 51        | 18.04.2009 | 17.09.2010          | 27.10.2012           |                        |
| L01            | «Аделаида»            | Австралия        | 27 000           | 18        | 2011       | 2012                | 2015                 |                        |
| L02            | «Канбера»             | Австралия        | 27 000           | 18        | 2008       | 2011                | 2014                 |                        |
| A140           | «Атлантика»           | Бразилия         | 21 500           | 18        | 1994       | 11.10.1995          | 29.06.2018           | Бывший HMS Ocean (L12) |
| L1010          | «Гамаль Абдель Насер» | Египет           | 32 300           | 16        | 18.06.2013 | 20.11.2014          | 02.06.2016           |                        |
| L1020          | «Анвар Эль Садат»     | Египет           | 32 300           | 16        | 01.02.2012 | 15.10.2013          | 16.09.2016           |                        |
| L-62           | «Хуан Карлос»         | Испания          | 27 079           | 30        | 2005       | 22.09.2009          | 30.09.2010           |                        |
| L-400          | «TCG Anadolu (L-400)» | Турция           | 27 079           | 14        |            |                     | 10.04 2023.          | В строю                |
| DDH-181        | «Хюга»                | Япония           | 18 000           | 11        |            |                     | 22.03.2009           | В строю                |
| DDH-182        | «Исэ»                 | Япония           | 18 000           | 11        |            |                     | 22.03.2011           | В строю                |
| LPH 6111       | «Токто»               | Республика Корея | 18 800           | 10        | 2003       | 2005                | 2007                 | В строю                |
| 6260           | «Триест»              | Италия           | 33 000           | 10        | 2017       | 2019                | 07.12.2024           | В строю                |
| L141           | «Аль-Фулк»            | Катар            | 8 000            | 3         | 5.06.2021  | 24.01.2023          | 29.11.2024           | В строю                |

### Универсальные десантные корабли, находящиеся в постройке
| Бортовой номер | Название              | Государство      | Водоизмещение, т | Кол-во ЛА | Заложён    | Спущен на воду   | В строю | Примечание |
| -------------- | --------------------- | ---------------- | ---------------- | --------- | ---------- | ---------------- | ------- | ---------- |
| LHA-8          | «Бугенвиль»           | США              | 44 971           | 50        | 2015       | 2017             | ~2024   |            |
| LHA-9          | «Сайпан»              | США              | 44 971           | 50        | 2017       | ~2021            | ~2021   |            |
| 075            |                       | Китай            | 40 000           | 30        | ?          | 29 января 2021 г | ~2022   |            |
|                | «Иван Рогов»          | Россия           | 25 000           | 18        | 20.07.2020 | ~2024            | ~2028   |            |
|                | «Митрофан Москаленко» | Россия           | 25 000           | 18        | 20.07.2020 | ~2025            | ~2029   |            |
| LPH 6112       | «Марадо»              | Республика Корея | 18 800           | 40        | 2017       | 14.05.2018       | ~2020   |            |